# Kazimierz Sarnowicz
Kazimierz Sarnowicz vel Saramonowicz (ur. 29 listopada 1892 w Kutnie, zm. 9–11 kwietnia 1940 w Katyniu) – kapitan piechoty Wojska Polskiego, działacz niepodległościowy, kawaler Orderu Virtuti Militari, ofiara zbrodni katyńskiej.

## Życiorys
Syn Władysława Saramonowicza i Anny z Olmów, urodzony 29 listopada 1892 w Kutnie. Absolwent szkoły powszechnej w Wyrębach Siemienickich i prywatnej szkoły średniej w Warszawie. W 1912 ukończył także roczny kurs księgowości. W sierpniu 1914 wstąpił do Legionów Polskich – w tym też czasie zmienił nazwisko na „Sarnowicz", gdyż obawiał się represji carskich, które mogły dotknąć jego rodzinę. Został ranny w trakcie walk pod Kaniowem. Wraz z 5 pułkiem piechoty przebył cały szlak bojowy. Latem 1917, po kryzysie przysięgowym został internowany w Szczypiornie i Łomży. Od 1918 służył w Wojsku Polskim. W czasie wojny z bolszewikami walczył w grupach: ppłk. Modelskiego, płk. Sikorskiego, mjr. Wisłockiego i batalionie alarmowym DOGen. Lublin. Ukończył kursy oficerskie w 2. Dywizji Piechoty Legionów, szkołę oficerską w Ostrowi Mazowieckiej oraz kurs w Centralnej Szkole Karabinów Maszynowych i Broni Specjalnej w Chełmnie na Pomorzu. 17 maja 1922 został odznaczony orderem wojskowym „Virtuti Militari” V klasy, a we wniosku o jego nadanie, napisano m.in.:

22/23 maja 1915 roku podczas odwrotu 2 kompanii 5 pp Leg. odparł ataki rosyjskie. 5 lipca 1916 roku jako sierżant 5 pp Leg. w bitwie pod Kołodziejami został wyznaczony na dowódcę półplutonu, który miał ochraniać wraz z innymi linię okopów rezerwowych, które zajął cofający się baon. Wytrwał tam do końca, utrzymując nieprzyjaciela w szachu brawurowym ogniem oraz sprytnymi manewrami po zalesionym terenie. Doczekał do wyjścia z okopów ostatniej sekcji baonu i dopiero wtedy przebił się do swojej kompanii, uniemożliwił nieprzyjacielowi zaatakowanie lewego skrzydła baonu i w konsekwencji rozbicie go. 14 lipca 1916 roku podczas bitwy na Reducie Piłsudskiego odznaczył się brawurowym ataku na rosyjską placówkę.

Od 1921 dowodził szkołą podoficerską 2 Dywizji Piechoty Legionów. Po awansie na kapitana został przeniesiony do 23, a potem do 68 pułku piechoty. Następnie przeniesiony do Korpusu Ochrony Pogranicza. Służył w 5 batalionie granicznym, 1 Brygadzie Ochrony Pogranicza i 3 batalionie granicznym. 26 marca 1931 został przeniesiony z KOP do 1 pułku piechoty Legionów w Wilnie na stanowisko komendanta kadry batalionu zapasowego. Z dniem 1 września 1932 został przeniesiony do Powiatowej Komendy Uzupełnień w Pszczynie na stanowisko kierownika I referatu administracji rezerw, a następnie objął funkcję zastępcy komendanta PKU w Grodzisku Mazowieckim. W 1936 został przeniesiony do Powiatowej Komendy Uzupełnień Grodzisk Mazowiecki. W 1937 przeniesiono go w stan spoczynku. 
Latem 1939 został zmobilizowany do batalionu KOP "Ostróg" nad Horyniem. Podczas kampanii wrześniowej, po agresji ZSRR na Polskę, 17 września 1939 w nieznanych okolicznościach dostał się do niewoli sowieckiej. Początkowo przebywał w obozie kozielszczańskim, a 2 listopada 1939 został wysłany do obozu jenieckiego w Kozielsku, gdzie przybył dwa dni później. Między 7 a 9 kwietnia 1940 został przekazany do dyspozycji naczelnika Zarządu NKWD Obwodu Smoleńskiego – lista wywózkowa 015/2 z 5 kwietnia 1940. Między 9 a 11 kwietnia 1940 został zamordowany w Katyniu przez funkcjonariuszy Obwodowego Zarządu NKWD w Smoleńsku oraz pracowników NKWD przybyłych z Moskwy na mocy decyzji Biura Politycznego KC WKP(b) z 5 marca 1940. Ofiary tej zbrodni grzebano w bezimiennych mogiłach zbiorowych, gdzie od 28 lipca 2000 mieści się oficjalnie Polski Cmentarz Wojenny w Katyniu. W miejscu tym prowadzone były ekshumacje i prace archeologiczne. W 1943 jego ciało zostało zidentyfikowane w toku ekshumacji nadzorowanych przez Niemców pod numerem 131 – raport dzienny z 15 kwietnia 1943. Figuruje na liście Komisji Technicznej PCK pod numerem 0131, wskazany jako kpt. Sarnawicz Kazimierz – Warszawa, ul. Sienna 26 m. 13.
5 października 2007 minister obrony narodowej Aleksander Szczygło mianował go pośmiertnie na stopień majora. Awans został ogłoszony 9 listopada 2007 w Warszawie, w trakcie uroczystości „Katyń Pamiętamy – Uczcijmy Pamięć Bohaterów”.

### Życie prywatne
Miał siedmioro rodzeństwa: Ewę Mariannę (1896–1971), Zofię (ur. 1891), Juliannę (ur. 1901) oraz  Adama (1889–1958), Józefa (1897–1942), Bronisława (1902 – 1994) i Jerzego (zm. w 1978). W czasie II wojny światowej jego siostra Ewa Marianna – żona Wojciecha Potężnego, mieszkała w Borysławiu wraz z synami i była najbliższą sąsiadką Szewacha Weissa, który m.in. ukrywał się wraz z rodziną w jej domu. W 2001, pośmiertnie została odznaczona – wraz z synem Tadeuszem (1923–2009) – medalem „Sprawiedliwy wśród narodów świata".
Kazimierz Sarnowicz był żonaty z Apolonią, z którą miał troje dzieci: Jadwigę Krystynę (ur. 18 grudnia 1927), Włodzimierza Konstantego (ur. 5 stycznia 1930) i Jerzego Bolesława (ur. 6 sierpnia 1932). Mieszkał w Jabłonnie koło Warszawy, a także w Warszawie przy ul. Siennej 26 m. 13.

## Ordery i odznaczenia
- Krzyż Srebrny Orderu Wojskowego Virtuti Militari nr 6643 – 17 maja 1922[6][25][5][3]
- Krzyż Niepodległości – 9 stycznia 1932[2][3]
- Krzyż Walecznych – czterokrotnie[2][3]
- Medal Pamiątkowy za Wojnę 1918–1921[1]
- Medal Dziesięciolecia Odzyskanej Niepodległości[1]

## Upamiętnienie
13 kwietnia 2016, w ramach akcji „Katyń... pamiętamy” / „Katyń... Ocalić od zapomnienia”, w ogrodzie Pałacu Prezydenckiego został zasadzony Dąb Pamięci poświęconego wszystkim Ofiarom Zbrodni Katyńskiej, certyfikat z numerem 1.